# Abaton (ägyptische Mythologie)
Mit Abaton (altägyptisch Iat-wabet) wurden in griechisch-römischer Zeit altägyptische Kultstätten bezeichnet, in denen Teile des Osirisleibes bestattet und als Reliquien verehrt wurden. Die Gräber waren kultisch abgegrenzt und deshalb vermutlich mit den in Griechisch gleichlautenden Abata gleichgesetzt. Insgesamt existierten ca. 14 bis 16 dieser Kultstätten, die bedeutendste davon lag westlich von Philae auf der Insel Bigeh, wo man das linke Bein des Osiris als Reliquie verehrte. Weitere Abata befanden sich in Busiris, Memphis und Abydos. Auch in Esna und Akanthon soll es vergleichbare Verehrungsstätten gegeben haben.
Die Kultabläufe sind durch Darstellungen und Götterdekrete auf den Innenwänden des Hadriantores in Philae überliefert, die mit Überlieferungen griechischer und römischer Schriftsteller übereinstimmen. Auf Bigeh wurden dem Ba des Osiris täglich in 365 Schalen rund um die Grabstätte Milchopfer dargebracht. Zu Beginn jeder Dekade besuchte Isis vom Tempel in Philae die Kultstätte.